# Comatose (пісня)
Comatose — восьма пісня британської групи Depeche Mode з альбому Exciter. Вийшла 14 травня 2001 року. В цьому треку використані синтезатори, перкусія і вокал.